# 蘭喬斯湖谷 (加利福尼亞州)
蘭喬斯湖谷（英語：Valley Lake Ranchos）是位於美國加利福尼亞州馬德拉縣的一個非建制地區。該地的面積和人口皆未知。

## 地理
蘭喬斯湖谷的座標為37°03′41″N 120°00′57″W / 37.06139°N 120.01583°W，而該地的平均海拔高度為101米（即331英尺）。